# Sebastián de Covarrubias
Sebastián de Covarrubias Orozco (1539–1613) était un lexicographe, cryptographe, aumônier et écrivain espagnol. Il fut l'auteur du Tesoro de la lengua castellana o española.

## Biographie et famille
Le père de Sebastián de Covarrubias, Sebastián de Horozco, poète et dramaturge espagnol, était un Nouveau chrétien; issu d'une famille convertie du judaïsme au catholicisme. La mère de Covarrubias, Maria Valero de Covarrubias Leyva, était issue d'une prestigieuse famille chrétienne.
Covarrubias étudia à Salamanque de 1565 à 1573, période durant laquelle il vécut chez son oncle, Juan de Covarrubias, chanoine de la Cathédrale de Salamanque. Après que Sebastián fut devenu prêtre, son oncle démissionna en sa  faveur. En peu de temps, Covarrubias devint chanoine de Philippe II d'Espagne, conseiller du tribunal du Saint-Office de l'Inquisition, et chanoine de la Cathédrale Sainte-Marie-et-Saint-Julien de Cuenca.

## Œuvre
Covarrubias commença sa carrière d'écrivain à la suite d'une grave maladie : ses Emblemas morales parurent en 1610. Il est plus célèbre toutefois, pour son dictionnaire étymologique, Tesoro de la lengua castellana o española (Trésor de la langue castillane ou espagnole), publié en 1611. Le supplément du Tesoro de Covarrubias est une publication posthume. Le prêtre espagnol Benito Remigio Noydens ré-édita en 1674 une nouvelle version, complétée de ses propres découvertes.

## Sources externes
- Gonzalez. 1966. Proverbs in Covarrubias' "Tesoro de la Lengua Catellana". University of Texas MA thesis.